# Грюневальд, Адам
Адам Грюневальд (нем. Adam Grünewald; 20 октября 1902, Фриккенхаузен-ам-Майн, Германская империя — 22 января 1945, Веспрем, Венгрия) — штурмбаннфюрер СС, комендант концлагеря Герцогенбуш.

## Биография
Адам Грюневальд родился 22 февраля 1902 года. Выучился на пекаря. После окончания Первой мировой войны стал членом Фрайкора. С 1919 по 1931 год проходил военную службу в рейхсвере. В конце 1920-х годов женился. 1 мая 1931 года вступил в НСДАП (билет № 536404) и в том же году – в Штурмовые отряды (СА). В 1934 году был зачислен в ряды СС (№ 253631). В середине 1930-х годов служил в охране концлагеря Лихтенбург. С 1938 по 1939 год был шуцхафтлагерфюрером в концлагере Дахау. В 1943 году стал  шуцхафтлагерфюрером в концлагере Заксенхаузен. В октябре 1943 года стал комендантом концлагеря Герцогенбуш в Голландии. В феврале 1944 года был заменён Гансом Хюттигом. 15 января 1944 года Грюневальд, его адъютант Герман Викляйн и шуцхафтлагерфюрер Арнольд Штриппель заперли 74 женщин в камеру площадью 9,5 м². Ещё 17 женщин был заперты в соседней камере. Утром 16 января, когда двери камеры открылись, 10 женщин умерло от удушья. Поскольку этот инцидент вызвал большой резонанс среди голландской общественности, Грюневальд и Викляйн предстали перед судом СС. В начале марта 1944 года за жестокое обращение Грюневальд был приговорён к 3,5 годам, а Викляйн за пособничество к шести месяцам заключения. Генрих Гиммлер помиловал обоих подсудимых, и Грюневальд был отправлен в дивизию СС «Мёртвая голова». 22 января 1945 года погиб в бою.